# Saint Seiya: The Hades
Saint Seiya: The Hades es un videojuego programado por el equipo de programación Dimps, y distribuido por Bandai, lanzado en 2006. Es un videojuego de peleas protagonizado por los personajes de la serie Saint Seiya. El argumento se enfoca de manera condensada en la línea argumental de la Saga de Hades.

## Análisis del juego
El juego, en comparación con el anterior, aumenta el número de formas típicas de lucha, como el modo arcade y el survival. Los movimientos en comparación con el anterior juego se prestan mucho más fluida, mucho más amplias arenas (pero menos) y el jugador puede cubrir espacios en pocos segundos, la movilidad es rápida y fácil, incluso llegando a dar la vuelta al oponente para llevarlo atrás. Los ataques especiales, llamada Big Bang, y ya en el primer capítulo, son más rápido de cargar, pero mucho más difícil de encajar al contrincante, mientras que la combinación de los personajes individuales han crecido en número y en este momento requieren una combinación de botones específica. Los gráficos se han mejorado ligeramente, pero el juego presenta un par de bugs relacionados solo para esto. La historia también tiene toda la saga de Hades, pero se detiene en la parte que Hades logra apoderarse del cuerpo de Shun. Los personajes realmente nuevos en comparación con el capítulo anterior son los siguientes: Kanon de Géminis, Shion de Aries, Orfeo de Lira, Radamanthys de Wyvern, Aiacos de Garuda y Minos de Grifo.

## Modo de Juego
- Hades (Modo Historia)
- Guerra 1000 días (Modo Versus)
- Leyenda (Modo Arcade)
- Batalla Eterna (Modo Survival)
- Batalla Relámpago (Modo Cronómetro)
- Vacaciones Zodiaco (Galería)
- Opciones

## Reparto de personajes

### Santos de Bronce
- Seiya de Pegaso - Masakazu Morita
- Shiryū de Dragón - Takahiro Sakurai
- Hyōga de Cisne - Hiroaki Miura
- Shun de Andrómeda - Yuuta Kazuya
- Ikki de Fénix - Katsuyuki Konishi

### Santos de Oro
- Seiya de Sagitario - Masakazu Morita
- Shiryu de Libra - Takahiro Sakurai
- Hyoga de Acuario - Hiroaki Miura
- Mu de Aries - Takumi Yamazaki
- Aldebarán de Tauro - Tesshō Genda
- Caballero de Géminis - Ryōtarō Okiayu
- Máscara de la Muerte de Cáncer - Ryōichi Tanaka
- Aioria de Leo - Hideyuki Tanaka
- Shaka de Virgo - Yūji Mitsuya
- Dohko de Libra - Kenyū Horiuchi
- Milo de Escorpio - Toshihiko Seki
- Aioros de Sagitario - Yūsaku Yara
- Shura de Capricornio - Takeshi Kusao
- Camus de Acuario - Nobutoshi Canna
- Afrodita de Piscis - Keiichi Nanba
- Saga de Géminis - Ryōtarō Okiayu
- Kanon de Géminis - Ryōtarō Okiayu

### Santos de Plata
- Orfeo de Lira - Hiroshi Kamiya
- Marin de Águila - Fumiko Inoue
- Shaina de Ofiuco - Yuka Komatsu

### Espectros de Hades
- Shion de Aries - Nobuo Tobita
- Máscara de la Muerte de Cáncer - Ryōichi Tanaka
- Afrodita de Piscis - Keiichi Nanba
- Shura de Capricornio - Takeshi Kusao
- Camus de Acuario - Nobutoshi Canna
- Saga de Géminis - Ryōtarō Okiayu
- Radamanthys de Wyvern - Takehito Koyasu
- Aiacos de Garuda - Shin'ichirō Miki
- Minos de Grifo - Kōichi Tōchika

### Personajes no jugables
- Saori Kido - Fumiko Orikasa
- Pandora - Maaya Sakamoto
- Dohko de Libra (anciano) - Kōji Yada
- Narrador - Hideyuki Tanaka